# Fotosfera
Fotosfêra astronomskega telesa je območje atmosfere, kjer optična globina postane 2/3 za foton z valovno dolžino 500 nm. Oziroma drugače rečeno je območje kjer telo preneha biti prozorno za navadno svetlobo. Ker zvezde verjetno nimajo trdne površine, po navadi s fotosfero opišemo vidno površino Sonca ali drugih zvezd.
Temperatura Sončeve fotosfere je približno 5800 K. Zaradi sevanja, ki ga fotosfera vpija iz spodnjih plasti, plini v njej svetijo. Velik del energije, ki se sprošča v Sončevi sredici, izžareva fotosfera v obliki svetlobe. Druge zvezde imajo lahko hladnejšo ali toplejšo fotosfero. Debelina Sončeve fotosfere je 300 do 400 km in je optično zelo učinkovita. Svetlost Sončeve fotosfere ni povsod enaka in se s časom spreminja. Sestavljajo jo konvekcijske celice, granule - vrhovi plinastih stebrov, ki se dvigajo iz Sončeve notranjosti. Življenjska doba granul je približno 5 do 10 minut, velikost pa od 500 do 1200 km. V povprečju so granule 1800 km narazen. Med granulami so supergranule z velikostjo do 30.000 km in življenjsko dobo do 24 ur. Ne vemo ali se granule pojavljajo tudi na drugih zvezdah. Območja kjer ni granul so pore z velikostjo od 1500 do 4000 km. Pore so lahko zametki Sončevih peg.
Atomi negativnega vodika (H-) v fotosferi vpijajo vse sevanje, ki prihaja iz Sončeve notranjosti, in ima tako Sonce zelo oster rob. Drugače pa ne moremo govoriti o atmosferi v strogem pomenu besede. Fotosfero imamo lahko zaradi njene neprozornosti za nekakšno površje Sonca, za najglobji del Sončeve atmosfere.